# دهستان چهریق
چهریق، دهستانی است از توابع بخش کوهسار در شهرستان سلماس که در استان آذربایجان غربی ایران جای دارد.
مرکز حکومت سمکو شکاک در این روستا قرار داشت.
همچنین این روستا محل تولد خدیجه خانم همسر محمدشاه   قاجار بود. 